# نصب بلمونت-بول الوطني التذكاري لمساواة النساء
إن نصب بلمونت- بول الوطني التذكاري لمساواة النساء والذي كان سابقًا منزل سيوال (1800- 1929) ومنزل ألفا بلمونت (1929- 19729) ومن ثم منزل ومتحف سيوال- بلمونت (1972- 2016)، هو منزل تاريخي ومتحف لحق المرأة في التصويت ولحركات المساواة في أمريكا يقع في حي كابيتول هيل في العاصمة واشنطن. سمي النصب تيمنًا بناشطتي وقائدتي حزب المرأة الوطني ألفا بلمونت وأليس بول.
خدم المنزل منذ عام 1929، كمقر لحزب المرأة الوطني، وهو منظمة سياسية رئيسية في مجال الدفاع عن حق المرأة في التصويت. أضيف المنزل إلى السجل الوطني للأماكن التاريخية في عام 1972، وعين كمعلم تاريخي وطني في عام 1974. منذ عام 1972 وحتى عام 2016، كان موقع سيوال- بلمونت التاريخي الوطني عبارة عن وحدة تابعة لدائرة الحدائق الوطنية. عين الرئيس باراك أوباما في عام 2016، المنزل كنصب وطني.

## تاريخ منزل سيال

### إنشاء المنزل
في 20 يونيو من عام 1632، قدم تشارلز الأول ملك إنجلترا أرضًا في أمريكا الشمالية إلى سيسيليوس كالفرت، وهو بارون بالتيمور الثاني، أصبحت مقاطعة ماريلاند (وفي وقت لاحق، ولاية ماريلاند). أسس اللورد بالتيمور مقاطعات داخل المحافظة، وقسمت المحاكم الإقليمية المقاطعات إلى مناطق عرفت باسم المئات. كانت مئة سكوتلندا واحدة منها، وكان يحدها من الجنوب نهر بوتوماك الممتد من مصب نهر أوكسون كريك في المنبع إلى تل فولز رابيدز (وهي نقطة تقع على بعد 16 كم باتجاه المصب من الشلالات العظمى لنهر بوتوماك). منح اللورد بالتيمور الثالث في 12 فبراير من عام 1663، براءة تمليك لأرض تبلغ مساحتها 1000 فدان في مئة اسكتلندا الجديدة إلى جورج تومسون. تغيرت الملكية (التي كانت تسمى في هذا الوقت دودينغتون مانور)، وقسمت وورثت عدة مرات قبل أن تصبح في عام 1773 ملكًا لدانييل كارول البالغ من العمر 9 سنوات.
أصدر الكونغرس في 9 يوليو من عام 1790، قانون الإقامة الذي وافق على إنشاء عاصمة وطنية على نهر بوتوماك واختار الرئيس جورج واشنطن الموقع في ديسمبر من عام 1790 وهو يعرف اليوم بمقاطعة كولومبيا، وصادق المجلس على قراره في عام 1791. اشترى الكونغرس بعد ذلك جميع الأراضي في الإقليم الجديد من مالكيها الخاصين («أصحاب براءات الملكية الأصليين») بمن فيهم كارول. قسم الإقليم إلى مربعات وكل مربع إلى عقارات. اشترى دانييل كارول العقار 1 في المربع 725 بتاريخ 18 أكتوبر من عام 1793 مقابل 266.66 دولارًا، وفي نفس اليوم أعادت الحكومة الفيدرالية العقار 32 من المربع 725 إلى كارول مجانًا. اشترى روبرت سيوال العقار 2 في المربع 725 مقابل 429.33 دولارًا في 18 أكتوبر والعقارات 1 و32 من كارول مقابل 600.29 دولارًا بتاريخ 29 يناير من عام 1799.
قامت الأعمال الإنشائية الخاصة بالمنزل الرئيسي في عامي 1799 و1800. لم يعرف المعماري الذي صمم منزل سيوال الجديد، إلا أن الأبحاث التي أجرتها هيئة مسح المباني الأمريكية التاريخية، تشير إلى أنه ربما كان ليونارد هاربو، وهو معماري من بالتيمور، ميريلاند، الذي كان قد بدأ حينها مهنته البارزة. (كان تصميمه للكابيتول في الولايات المتحدة هو أول تصميم اختاره الكونغرس ليجري رفضه فيما بعد، وصمم لاحقًا كنيسة الثالوث الكاثوليكية المقدسة في جورجتاون، أولد نورثن وأول مبنى في حرم جامعة جورجتاون ومبنى الخزانة الأصلي ومبنى مكاتب الحرب الذي حل محله فيما بعد مبنى المكاتب التنفيذية). كان المنزل الرئيسي في الأساس عبارة عن إضافة إلى مقدمة منزل ريفي مكون من غرفة واحدة، يُعتقد أنه يعود إلى عام 1750. على الرغم من أن عائلة سيوال نادرًا ما شغلت المنزل، جذب حجم المنزل وجماله وموقعه العديد من القادة الحكوميين البارزين للإقامة فيه. كان من بين هؤلاء القادة ألبرت غالاتين، الذي شغل منصب وزير الخزانة في عهد توماس جيفرسون وجيمس ماديسون وريفردي جونسون، وعضو مجلس الشيوخ الأمريكي من ماريلاند، النائب العام للولايات المتحدة، ووزير الولايات المتحدة في المملكة المتحدة. 
تذكر التقاليد أن القوات البريطانية أشعلت النار في المنزل خلال حرب عام 1812، وأن السبب في هذا كان بدء إطلاق النار من داخل أو من خلف منزل سيوال.